# Spodnja Besnica
Spodnja Besnica – wieś w Słowenii, w gminie miejskiej Kranj. W 2018 roku liczyła 907 mieszkańców. 